# アン・シネ
アン・シネ（韓国語:안신애、漢字:安信愛、英語:Shin-Ae Ahn、1990年12月18日 - ）は、大韓民国出身の女子プロゴルファー。「セクシークイーン」の異名を持つ。NOW ON所属。

## 来歴
- 1990年 - 大韓民国ソウル特別市(生まれ) 出身[1]。
- 1995年 - 父親の影響で練習場に連れて行ってもらったのがきっかけで、5歳の時からゴルフを始める[3]。
- 1999年 - 9歳の時に家族でニュージーランドへ移住したのを機会に、本格的にゴルフを学ぶ。中学生の時に同国代表に選出され、4年間、同国代表としてプレーする[4][3]。
- 2008年 - KLPGA（韓国女子プロゴルフ協会）に入会しプロゴルファーとなる[5]。
- 2009年 - 建国大学大学院に入学。韓国女子ツアーに本格参戦し、韓国女子プロゴルフ新人王に輝く[3][5]。
- 2010年 - 韓国女子ツアーで2勝を挙げて、賞金ランキング3位に輝く[3]。
- 2013年 - 建国大学大学院を修了。
- 2015年 - 韓国メジャー大会である「KLPGA選手権」で優勝[6][3]。
- 2016年 - 韓国女子ツアーで通算3勝を挙げる。そして、日本ツアー挑戦を決める。
- 2017年5月4日、ワールドレディスチャンピオンシップ サロンパスカップで日本女子ゴルフメジャーデビューを果たす[1]。成績は41Tであったが、後述するファッションで注目を集める[5]。同年6月にはアース・モンダミンカップに出場し16T、同年7月にはニッポンハムレディスクラシックで13T、サマンサタバサ ガールズコレクション・レディーストーナメントで15Tの成績を収めている[1]。
- 2017年の「Yahoo!検索大賞」において、「アスリート部門賞」をゴルファーとしては初めて受賞した[7]。
- 2019年日本女子プロゴルフ協会（JLPGA）最終プロテストに進出し15位タイで合格[8]。これにより2020年1月1日付でJLPGAに入会できることとなった[9]。
- 2024年9月22日、現役引退を表明[10][11]。

## 契約先
- 所属 - NOW ON[1]
- クラブ - テーラーメイド[5]
- ボール - ブリヂストン[5]
- ウェア、シューズ - アディダス[5]

## 人物
- 身長165cm、体重53kg、バストはGカップ[5]。
- 趣味は、旅行、音楽鑑賞、ファッション[1]。
- 両親との3人家族[3]。
- 幼少期には家族でニュージーランドに移住し[3]、10年ほど居住していた帰国子女でもある。
- 将来的には、LPGA（全米女子プロゴルフ協会）に挑戦したいと言う強い気持ちがあったが、時期尚早と挑戦を留まり、母国の韓国女子ツアーでプロデビューした。
- 日本のコンビニが好きで、「セブンイレブンはこだわりたまごのサンド、ファミリーマートは中に半熟たまご入ってるおむすび、ローソンはからあげ」と述べるなど、各コンビニチェーン店にお気に入りがある。また、日本食グルメであり、ツアーで地方に行った際はその土地の名産や名物を食べるとされ、ニッポンハムレディスクラシックでは函館でウニをはじめとする海産物を、ニトリレディスゴルフトーナメントでは札幌で塩ラーメン、千葉県内の大会ではウナギを食べた[12]。
- 端正でセクシーな容姿とも評され[13]韓国では“セクシークイーン”の愛称で呼ばれ、日本のメディアからも同愛称で表現される[5]。膝上30cmのミニスカートプレーするファッション（後述）が、日本のメディアから注目されている。

### 私生活
2013年、元東方神起のパク・ユチョンとシネの熱愛が韓国メディアで報じられたが、両者の所属事務所はともに報道を否定した。
インスタグラムのフォロワーは10万人を超え、ゴルフ以外にも旅先や食事の様子、ジムでのトレーニング姿や、愛犬と戯れる姿、またプールサイドやビーチでの水着姿などの私生活を公開している。

### ファッション
2017年5月4日、日本女子メジャー初戦のサロンパスカップで、白のポロシャツと膝上約30cmの黒色のミニスカートでプレーし、多くのギャラリーの視線を集めた。
5月12日のほけんの窓口レディースでは、予選落ちとなるが黒のミニスカートでプレー。その後も、6月のアース・モンダミンカップでは黄色、
ミントのミニスカートでプレー、ギャラリーや記者からは「スタイル良すぎ」「目のやり場に困る」などの声があがった。
7月のニッポンハムレディスクラシックでは赤のミニウェア、
ミントと紺のチェックのミニスカート
でプレーしメディアからファッションが注目されている。
ファッションについてシネは、「子どものころから楽に動ける、このスタイルでプレーしてきた」「わたしにとっては普通のこと」と話し、また過度なファッション報道について「私にとってボーナスのようなもの」と語ったことを、2017年6月25日ゴルフダイジェストが報じた。

## 出演

### テレビ番組
- 「炎の体育会TV」（2017年7月29日）TBS系列[20]
- 「ザ!世界仰天ニュース」（2017年8月8日）日本テレビ系列[21]
- 「珍種目No.1は誰だ!? ピラミッド・ダービー」（2017年8月13日）TBS系列[22]
- 「今夜くらべてみました 元日から生放送3時間SP」（2018年1月1日）日本テレビ系列[23]